# Liste des organisations internationales de boxe anglaise
Liste des organisations internationales de boxe anglaise et des fédérations qui leur sont affiliées.
Mise à jour : 21 avril 2024

## Organisations professionnelles

### WBA (World Boxing Association)– 1921[1]
- EBA (European Boxing Association)

Logo de la WBA

- NABA (North American Boxing Association)
- PABA (Pan Asian Boxing Association)
- PABA Female
- WBA Continental Americas
- WBA FEDEBOL (Bolivarian Boxing Federation)
- WBA FEDECARIBE
- WBA FEDECENTRO (Central America Boxing Federation)
- WBA FEDELATIN (Latin American Boxing Federation)
- WBA Female
- WBA Inter-Continental
- WBA International
- WBA Ordinary World
- WBA Pan African
- WBA Super World

### WBC (World Boxing Council)– 1963[2]
- ABU (African Boxing Union)
- ABU Female
- EBU (European Boxing Union)
- EBU Female

Logo de la WBC

- FESUBOX (South American Boxing Federation)
- NABF (North American Boxing Federation)
- NABF Female
- OPBF (Oriental and Pacific Boxing Federation)
- OPBF Female
- WBC Asian Boxing Council
- WBC Baltic
- WBC CABOFE (Caribbean Boxing Federation)
- WBC CISBB (CIS and Slovenian Boxing Bureau)
- WBC Continental Americas
- WBC FECARBOX (Central American Boxing Federation)
- WBC FECOMBOX
- WBC Female
- WBC International
- WBC International Female
- WBC Latino
- WBC Mediterranean
- WBC Mundo Hispano
- WBC UNSBC (United States Boxing Council)
- WBC World Youth
- WBC Youth International

### IBF (International Boxing Federation)– 1983[3]
- IBF Australasian
- IBF Continental Africa
- IBF East/West Europe
- IBF Inter-Continental
- IBF International
- IBF Latino
- IBF Mediterranean
- IBF Pan Pacific
- IBF Pan Pacific Youth
- IBF Youth

Logo de l'IBF

- United States Boxing Association (USBA)

### WBO (World Boxing Organization)– 1988[4]
- WBO Africa
- WBO Asia-Pacific
- WBO Asia-Pacific Youth
- WBO European
- WBO Inter-Continental

Logo de la WBO

- WBO Latino (Central and South America)
- WBO NABO (North American Boxing Organization)
- WBO Oriental

### IBO (International Boxing Organization)– 1993
- IBO Asia Pacific
- IBO Inter-Continental

Logo de l'IBO

- United States Boxing Organization (USBO)
- Womens International Boxing Organization (WIBO)

### AIBA (Association internationale de boxe amateur) – 1920

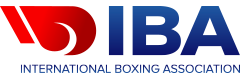
Logo de l'AIBA

Logo de World Boxing

### IBA (International Boxing Association)– 1996
- IBA Female
- IBA Inter-Continental

## Organisations amateurs

### AIBA (Association internationale de boxe amateur)– 1920[5]
- WSB (World Series of Boxing)

### World Boxing– 2023[6]
- Asian Boxing
- European Boxing
- Pan American Boxing Confederation